# لوسي بريان
لوسي بريان (بالإنجليزية: Lucy Bryan) هي منافسة ألعاب القوى بريطانية، ولدت في 22 مايو 1995 في برستل في المملكة المتحدة.

## وصلات خارجية
- لوسي بريان على موقع الاتحاد الدولي لألعاب القوى (الإنجليزية)
- لوسي بريان على موقع TFRRS.org (الإنجليزية)